# Condado de Sicilia
El condado de Sicilia fue un estado medieval italo-normando que comprendía las islas de Sicilia y de Malta y que estuvo vigente desde 1071 hasta 1130. El condado comenzó a formarse durante la conquista normanda de Sicilia (1061-91) para recobrar la isla en poder del emirato de Sicilia, creado tras su conquista por los musulmanes en 965. El condado fue, pues, un período de transición en la historia de Sicilia. Después de que los musulmanes hubiesen sido derrotados y obligados a renunciar o bien a incorporarse al ejército normando, se llevó a cabo otro nuevo período de transición para el condado y los sicilianos.
El condado de Sicilia fue creado por Roberto Guiscardo en 1071 para su hermano menor Roger Bosso. Guiscardo mismo había recibido el título de duque de Sicilia (dux Siciliae) en 1059 del Papa Nicolás II, como un estímulo para conquistar la isla a los musulmanes. En 1061, se llevó a cabo la primera conquista permanente normanda (Mesina) y en 1071, tras la caída del Palermo, la capital del emirato y futura capital del condado, Guiscardo invistió a Roger con el título de conde y le dio plena jurisdicción en la isla a excepción de la mitad de la ciudad de Palermo, Mesina, y el Val Demone, que conservó para sí mismo. Roger asentó el país, conquistando algunas partes que no había hecho Guiscardo. En febrero de 1091 se completó la conquista de Sicilia cuando cayó la ciudad de Noto. La conquista de Malta se inició ese mismo año y fue completada en 1127, cuando el gobierno árabe de la isla fue expulsado.
Roberto Guiscardo dejó a Roger en una relación ambigua con sus sucesores del Ducado de Apulia y Calabria. Durante los reinados de Roger II de Sicilia y Guillermo II de Apulia estalló el conflicto entre los dos principados normandos, primos hermanos, a través de Roger y Robert, respectivamente. Por mediación del Papa Calixto II, y a cambio de una ayuda contra una rebelión liderada por Jordán de Ariano en 1121, Guillermo, sin descendientes, cedió todos sus territorios sicilianos a Roger y lo nombró su heredero. Cuando Guillermo murió en 1127, Roger heredó el ducado continental; tres años más tarde fusionó sus dominios para formar el reino de Sicilia con la aprobación del Papa Anacleto II.

## Lista de condes
| Retrato  | Conde               | Nacimiento                                                                       | Matrimonios | Muerte                                         |
| -------- | ------------------- | -------------------------------------------------------------------------------- | --- | ---------------------------------------------- |
| Roger I  | Roger I (1071-1101) | 1031, hijo de Tancredo de Hauteville y de Fredisenda                             | * 1061: Judith de Évreux (4 hijos) * 1077: Eremburga de Mortain (8 hijos) * 1087: Adelaida del Vasto (4 hijos) | Mileto, 1101 (a los 80 años)                   |
|          | Simón (1101-05)     | 1093, hijo de Roger I de Sicilia y Adelaida del Vasto                            | Nunca se casó                                                                                                  | Mileto, 1105 (a los 12 años)                   |
| Roger II | Roger II (1105-30)  | Mileto, 22 de diciembre de 1095, hijo de Roger I de Sicilia y Adelaide del Vasto | * 1117: Elvira Alfónsez (6 hijos) * 1149: Sibila de Borgoña (2 hijos) * 1151: Beatriz de Rethel (1 hijo)       | Palermo, 26 de febrero de 1154 (a los 59 años) |